# 新田赤堀町
新田赤堀町（にったあかぼりちょう）は、群馬県太田市にある地名（町丁）。郵便番号は370-0331。

## 概要
木崎地区にある町丁。

## 地理

### 新田赤堀町内の区
新田赤堀町（木崎地区）の行政区の一覧。
| 地区     | 行政区 | 読み     | 区域           |
| -------- | ------ | -------- | -------------- |
| 木崎地区 | 赤堀   | あかぼり | 新田赤堀町全域 |

### 近隣町丁
- 新田中江田町
- 新田上江田町
- 新田木崎町
- 新田反町町

## 世帯数と人口
2022年（令和4年）3月31日現在の世帯数と人口は以下の通りである。
| 町丁       | 世帯数  | 人口  |
| ---------- | ------- | ----- |
| 新田赤堀町 | 287世帯 | 697人 |

## 小・中学校の学区
市立小・中学校に通う場合、学区は以下の通りとなる。
| 番地         | 小学校             | 中学校             |
| ------------ | ------------------ | ------------------ |
| 赤堀（全域） | 太田市立木崎小学校 | 太田市立木崎中学校 |

## 交通

### 鉄道
町内に鉄道は通っていない。

### 道路
- 群馬県道311号新田上江田尾島線